# Административное здание в Зарядье
Администрати́вное зда́ние в Заря́дье («восьмая сестра») — нереализованный проект высотного здания в московском Зарядье архитектора Дмитрия Чечулина, последний из заложенных в день 800-летнего юбилея столицы «сталинских небоскрёбов». Проектная высота здания — 275 метров. Возведение высотного здания началось в 1947 году, и к 1953 году его стилобат был практически завершен. Высотка не была достроена в связи со смертью И. В. Сталина и сменой градостроительной политики при Н. С. Хрущёве.
В восьмом высотном здании должно было располагаться одно из административных ведомств. Изначально его отвели под нужды Наркомата тяжёлой промышленности, а впоследствии планировалось разместить здесь Министерство внутренних дел.
В 1964—1967 годах на уже имеющемся фундаменте по проекту Чечулина была сооружена гостиница «Россия» (окончательно демонтирована в 2008—2009 годах), внесённая в «Книгу рекордов Гиннесса». Её пропорции позволяли визуально оценить масштабность задуманного сооружения: размеры гостиницы сопоставимы с объёмами нижней, пятиэтажной, ступени высотного здания.

## История

### Планы использования Зарядья

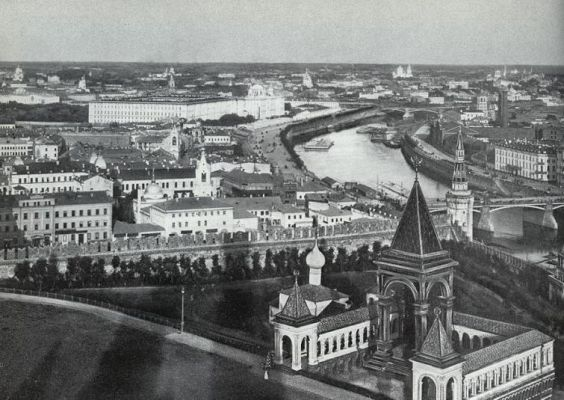
Вид на Зарядье с колокольни Ивана Великого, 1880-е годы

В 1930-х годах район Зарядья, в течение XIX—XX веков превратившийся в трущобы, подвергся значительным изменениям в рамках Генерального плана реконструкции Москвы. В 1936—1937 годах на территории Зарядья начался снос старой малоэтажной застройки, была реконструирована Москворецкая набережная, а также разрушены некоторые памятники, в том числе часть Китайгородской стены.
В 1934 и 1936 годах были проведены два конкурса на создание плана здания Наркомата тяжелой промышленности, в которых участвовали выдающиеся советские архитекторы: братья Веснины, Константин Мельников, Борис Иофан, Иван Леонидов, Алексей Щусев, Аркадий Мордвинов. Победил проект Ивана Леонидова, но строительство здания так и не было начато в связи с упразднением комиссариата в 1939 году. В 1940 году был проведён уже новый конкурс на строительство второго здания Совета народных комиссаров, в котором лучшим был признан проект 17-этажного здания, разработанный братьями Весниными. Вскоре были начаты работы по подготовке строительной площадки, но так и не были окончены из-за начала Великой Отечественной войны.

### Восемь сталинских высоток

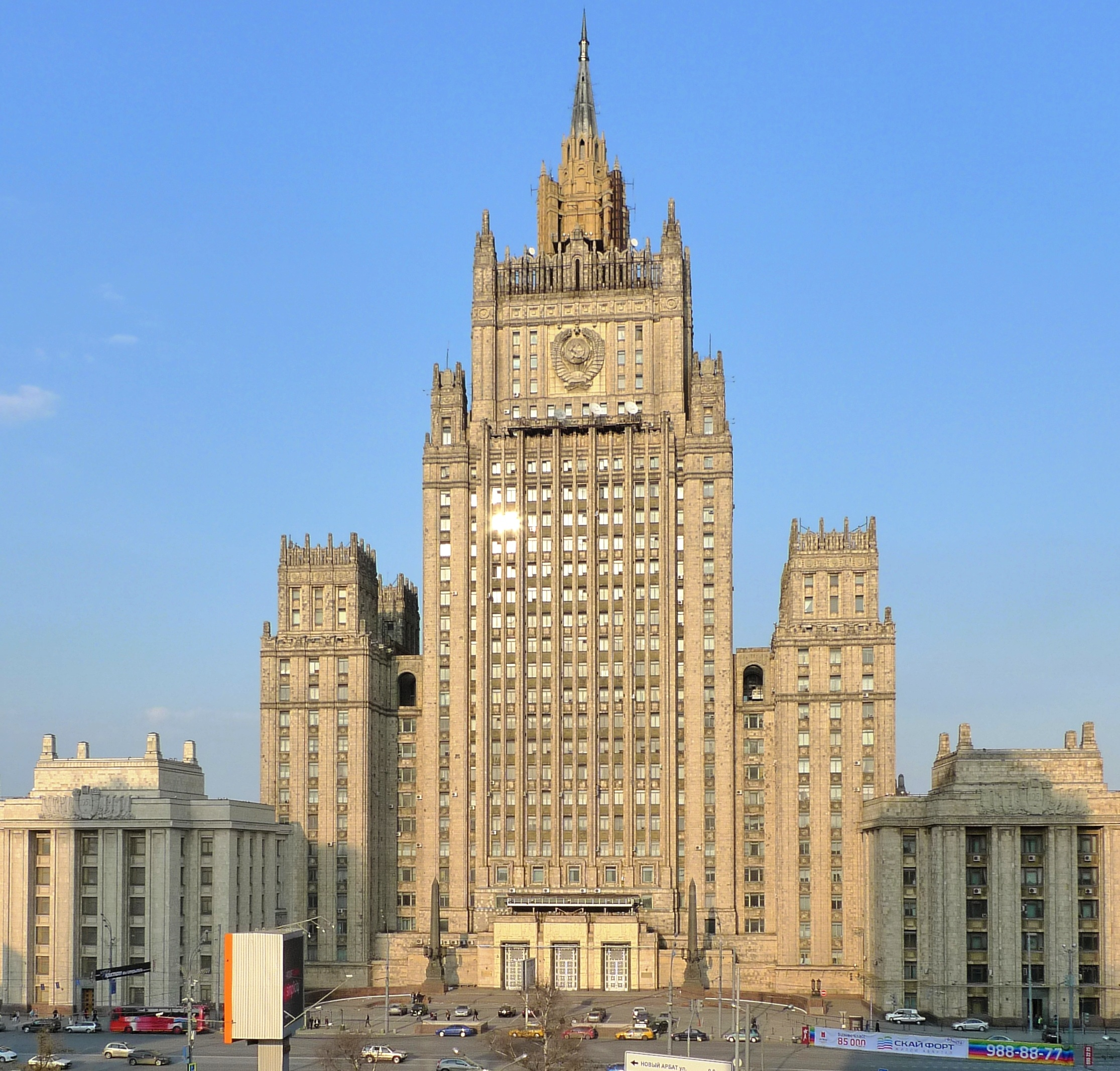
Здание Министерства иностранных дел — одна из семи возведённых сталинских высоток

13 января 1947 года Совет министров СССР принял постановление «О строительстве в Москве многоэтажных зданий», в котором описаны планы по возведению восьми московских высоток. Одним из пунктов документа значилось сооружение 26-этажного административного здания в Зарядье, «на месте предполагавшегося к строительству Дома Совнаркома». Административное здание должно было на визуальном уровне «поддерживать» Дворец Советов и связать в единый ансамбль другие московские высотные здания. Грандиозный проект возведения Дворца Советов на месте взорванного в 1931 году Храма Христа Спасителя так и не был реализован — материалы и конструкции, использованные при строительстве его фундамента, были использованы в ходе Второй мировой войны.

Инициатором строительства высоток был Иосиф Сталин, по этой причине здания называли «сталинские высотки». Согласно его идее, строительство было приурочено к 800-летию Москвы: каждый из небоскрёбов символизировал столетие истории Москвы. В зарубежных путеводителях построенные высотки получили название «сестёр». По мнению культуролога Натальи Шашковой, Дмитрий Чечулин, главный архитектор столицы в 1945—1949 годах, был «проводником» идей генсека в градостроительной политике. Архитектор так формулирует задачи строительства высоток: 
Московские градостроители получили правительственное задание создать четкий силуэт столицы. За короткое время были ориентировочно намечены точки, в которых должны появиться высотные здания. Это было очень ответственное задание. Требовалось четкое планировочное решение, продуманная увязка в единое целое комплексов, ансамблей города. Высотные здания должны были играть роль градообразующих элементов, архитектурных доминант.

Закладка «восьми сестёр» состоялась одновременно в сентябре 1947 года. В журнале «Огонёк» было опубликовано следующее сообщение о событиях 7 сентября 1947 года: 
В 13 часов дня происходит закладка многоэтажных зданий в разных пунктах Москвы. Только один час проходит между закладкой памятника основателю Москвы Юрию Долгорукому и закладкой многоэтажных зданий. Но вся душа советской страны проходит перед нами в течение этого часа: далекое прошлое Руси, воин на коне, в шлеме и кольчуге, указывающий рукою вниз: «Здесь быть Москве», — и гигантские, многоэтажные дома, построенные по последнему слову техники для людей социалистического общества, для строителей коммунизма, для новых людей.
 За проектирование и строительство московских высотных зданий отвечали Министерство внутренних дел, Министерство строительства военных и военно-морских предприятий, Министерство путей сообщения и Министерство авиационной промышленности.

## Описание проекта

Проект и окружение, изображение из альбома «Высотные здания в Москве», 1951 год

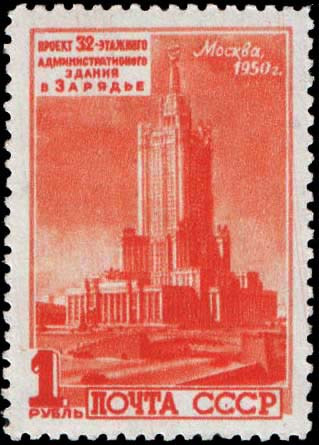
Советская марка «Проект 32-этажного административного здания в Зарядье»

Окончательный проект административного здания в Зарядье был готов и опубликован в 1949 году, тогда же два его автора — архитектор Дмитрий Чечулин и инженер И. М. Тигранов — стали лауреатами Сталинской премии. На стадии эскизного проектирования в работе принимал участие коллектив специалистов мастерской Мосгорпроект, в числе которых были инженеры Ю. Е. Ермаков, А. Г. Найденов, Г. Н. Прозоров, В. С. Николаев, архитекторы А. Ф. Тархов, М. И. Боголепов, А. В. Арго, Л. М. Наумычева, Ю. С. Чуприненко, И. А. Синева, А. Г. Рогачев и другие.
Для строительства административного здания в Зарядье был выделен участок площадью 15 гектаров. Он был ограничен Красной площадью с запада (ныне площадь Васильевский спуск), с севера — улицей Разина (Варваркой), с востока — Китайгородским проездом и с юга — Москворецкой набережной. В постановлении 1947 года указывалось, что высота здания должна была составлять 26 этажей. В последующих источниках и описаниях проекта его высота была увеличена до 32.
Перед авторами проекта стояла сложная задача вписать 32-этажное высотное здание в историческую застройку и согласовать с «архитектурной природой» центра Москвы — Кремлём, собором Василия Блаженного, мавзолеем Ленина. Административное здание в Зарядье, наряду с другими высотными сооружениями, должно было служить символом величия социалистической Москвы и сталинской эпохи. Как отмечают авторы альбома «Высотные здания в Москве» 1951 года, «Чечулин избрал путь контраста, при котором остается нетронутой и самостоятельной изумительная красота древнего ансамбля, а новое здание своим силуэтом будет перекликаться с вертикалью будущего Дворца Советов по другую сторону Кремля. Здание войдет в новую панораму социалистической Москвы, которая развернется вдоль набережных реки, где высотные сооружения будут подчеркивать её живописные извивы».
Сооружение было симметричным и имело ступенчатую структуру. По аналогии со зданием МИД, административная высотка начиналась с пятиэтажных корпусов, чтобы вписаться в окружающую малоэтажную застройку. Корпуса были расположены диагонально по отношению друг к другу и оборудованы лифтами. В нижней части здания планировалось устроить около 2000 рабочих комнат и кабинетов, предназначавшихся для сотрудников ведомства. Авторы стремились сделать нижнюю часть здания более торжественной в отличие от скромной отделки других его корпусов.
Высотная часть здания была отделена от нижнего объёма двумя промежуточными ярусами. Первый из них должен был иметь высоту в три этажа, а следующий — шестиэтажный — служил своеобразным переходом к высотной башне. Эта конструкция, увенчанная золочёным многогранным шатром со шпилем и эмблемой с символикой СССР, составляла основную часть строения. Верхние этажи высотной части отводились под демонстрационный зал с четырьмя павильонами. Лучевая система административного здания способствовала удобной организации внутренних помещений, равномерному распределению ветровой нагрузки и прочности связей конструкций, что повышало устойчивость здания.
Согласно проекту, главный фасад здания был обращён к Красной площади. Сквозь колоннаду должен был быть виден двор, в которой находился вход в главный вестибюль. Со стороны Китайгородского проезда была предусмотрена автостоянка, а вокруг здания — озеленённые скверы с сохранёнными архитектурными памятниками Зарядья. Здание должно было иметь три входа: главный вход с широкой лестницей выходил на Красную площадь, второй располагался со стороны Москвы-реки, третий — с улицы Разина. Нижняя часть высотки была более вытянута вдоль Москворецкой набережной
Проект главного вестибюля здания предполагал создание парадного двусветного зала, разделённого на три нефа рядами колонн. В боковых нефах были устроены гардеробы на 1700 человек каждый, а лифтовой холл служил продолжением среднего нефа. В здании также планировалось организовать большой зал собраний, гардеробы, буфеты, а также столовую в отдельном здании.

## Строительство и остановка работ

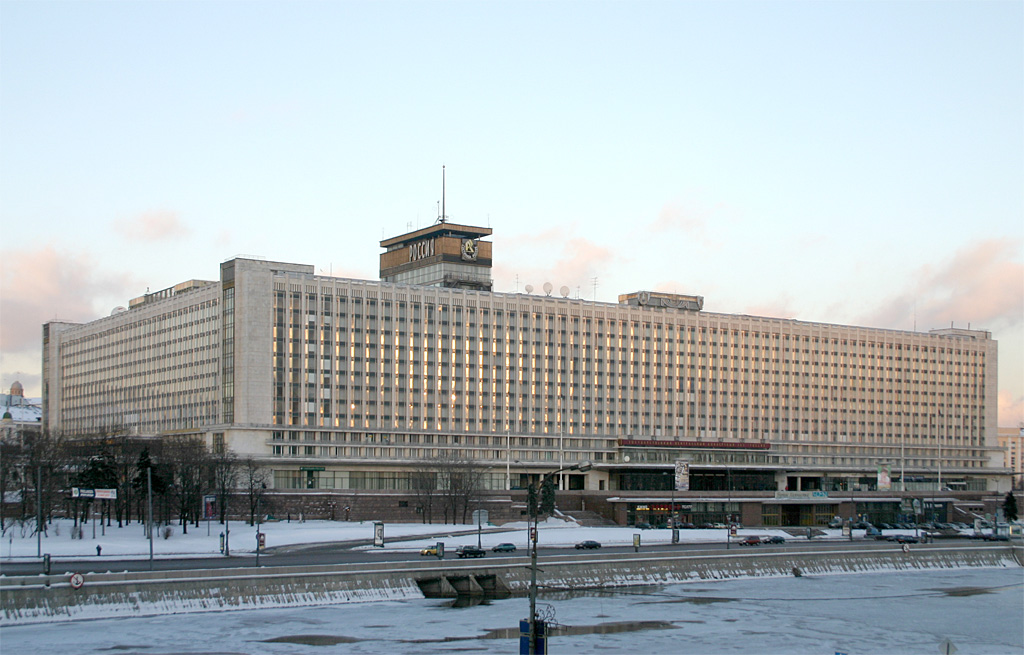
Вид на гостиницу «Россия», построенную на стилобате «сталинской высотки» в Зарядье, 2004 год

Работы по возведению восьмой, последней высотки, начались позже остальных высотных зданий и шли значительно медленнее. Причинами этого были гидрогеологические условия, а также необходимость подготовить огромную строительную площадку. К весне 1953 года были завершены фундамент и стилобат, а через год конструкция достигала 15 этажей.
Под стилобатом был пристроен технический этаж и двухъярусный бетонный бункер, который, по мнению историка Николая Кружкова, мог использоваться в качестве бомбоубежища. Исследователь также отмечает, что устройство подвалов было вызвано практическими соображениями: чтобы предотвратить просадку здания, давление высотной части на грунт надо было уравновесить углублением плиты фундамента.
В 1954 году строительство высотки было остановлено правительством, что стало личной трагедией для Дмитрия Чечулина. Попытки архитектора изменить проект здания на основе имеющегося фундамента не были приняты. По мнению историка Кружкова, причиной прекращения стройки было то, что Чечулин не поддержал кампанию против архитектурных излишеств, инициированную первым секретарём ЦК КПСС Никитой Хрущёвым, коренным образом изменившую направление градостроительной политики страны. С середины 1950-х годов, основным архитектурным направлением было решение жилищного вопроса, что привело к массовому строительству типового жилья, в народе называемого «хрущёвками». В этих условиях высотное строительство стало неактуальным, возведённый каркас административного здания разобрали, а его элементы задействовали при строительстве других объектов.
В начале 1960-х имеющиеся землю и основание высотки решили задействовать для нового строительства, тогда же была выдвинута идея о возведении в Зарядье гостиницы. В 1964—1967 годах на фундаменте высотного здания была построена гостиница «Россия», объёмы которой сопоставимы с размерами пятиэтажного членения прежнего проекта. Над проектом гостиницы работали специалисты под руководством Дмитрия Чечулина. На момент завершения строительства «Россия» была самой крупной гостиницей в мире и в 1970-х годах вошла в «Книгу рекордов Гиннесса».